# Marguerite Belèze
Marie Louise Marguerite Belèze (née le 28 octobre 1850 à Paris et morte le 11 novembre 1913 à Montfort-l'Amaury) est une botaniste et aquarelliste française. Ses travaux, ses publications sur la flore ainsi que ses aquarelles sont récompensés de plusieurs prix. Trois espèces qu'elle a découvertes portent son nom. 

## Formation
Elle étudie sous la direction de son père, Guillaume Belèze, directeur de l'Institution Morin (Paris) et pédagogue, qui avait épousé la fille du fondateur de cette institution. Elle reçoit par ailleurs des leçons de botanique de la part d'Eugène Fournier et Gaspard Adolphe Chatin.

## Carrière
Marguerite Belèze est connue pour ses travaux sur la flore cryptogamique des alentours de Paris,, découvrant et vulgarisant par ses publications et interventions publiques, un nombre important de végétaux.
Elle constitue des herbiers ou des collections pour les congrès, les expositions ou encore le muséum de Paris. En 1898 par exemple, elle envoie près d'une cinquantaine de champignons de la forêt de Rambouillet pour l'exposition de la Société mycologique de France.

Membre de la société botanique de France, de l'Association française de botanique, de la société mycologique ou encore de la société archéologique de Rambouillet, elle publie régulièrement dans leurs revues scientifiques.  

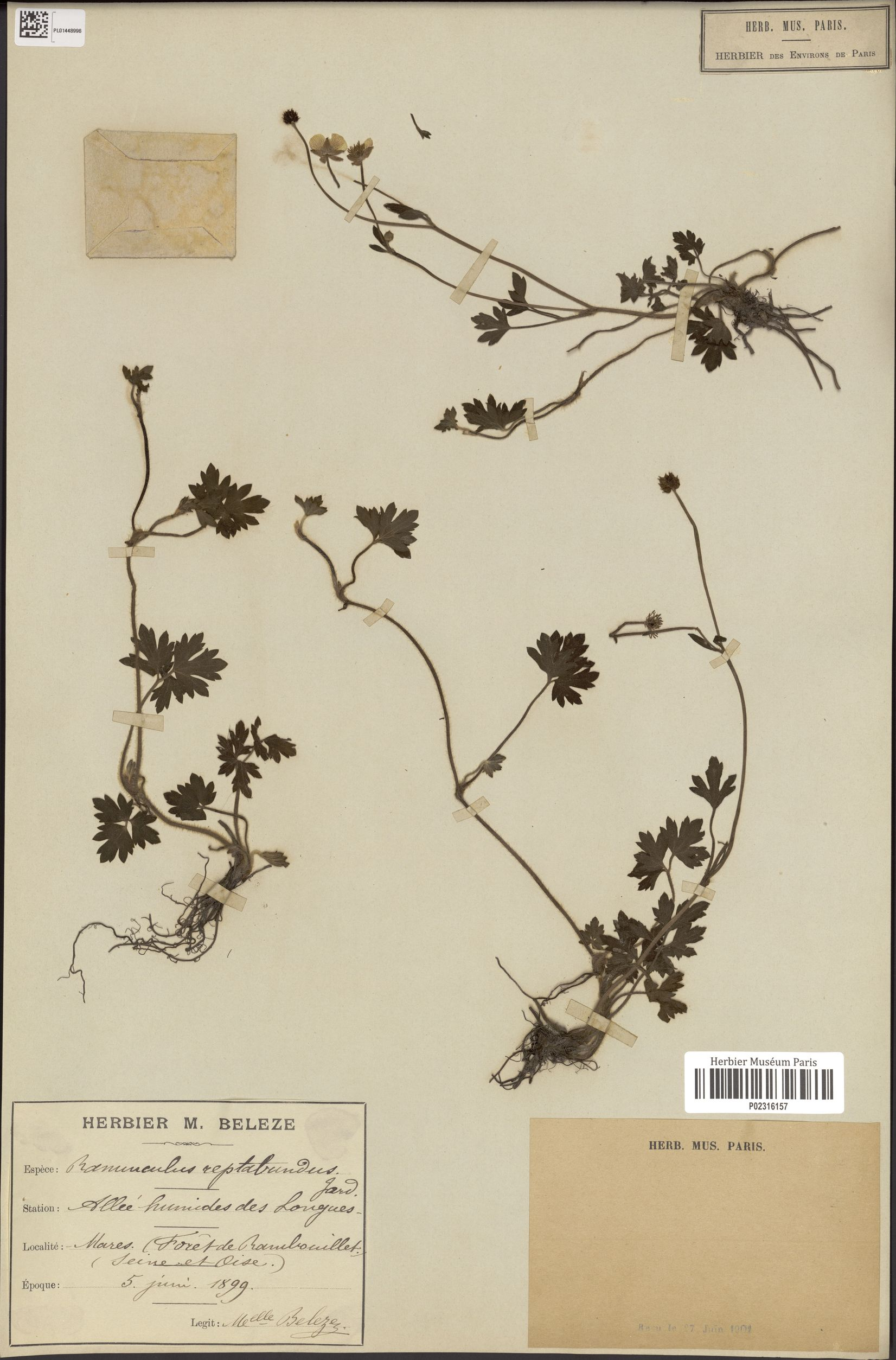
Ranunculus repens (herbier de Marguerite Belèze, Muséum d'histoire naturelle)

Elle collabore également aux Flores de France, de Georges Rouy et Gaston Bonnier.  
Ses aquarelles des champignons de la région parisienne sont exposées à lors de l'Exposition universelle de 1900. En 1902, lors du congrès des sociétés savantes, elle est mentionnée comme inscrite à la section de physique et aéronautique présidée par Éleuthère Mascart. 
L'ensemble de ses travaux sont couronnés à plusieurs reprises par l'Académie des sciences, (prix en botanique en 1908, mention honorable en 1909). 
Une partie de ses spécimens sont aujourd'hui conservés au Muséum de Paris ou encore dans l'herbier de l'Université de Strasbourg,.

## Engagement
Marguerite Belèze est un temps vice-présidente du comité régional de l'Alliance pour la propagation de la langue française. Elle assure également pendant dix ans, au tournant du XXe siècle, le rôle de secrétaire du comité des dames de Montfort-l'Amaury, affilié à la Société française de secours aux blessés.

## Hommages et distinctions

### Éponymie
Trois espèces, qu'elle a découvertes, portent son nom :
- Drosera beleziana G.Cam (Drosera rotundifolia x intermedia)[14]
- Erica belezia
- Carex belezia

### Distinctions
- Officier d'académie (1900)[15]
- Médaille scientifique internationale[2]
- Lauréate d'un prix de l'Académie des sciences en botanique (1908)[16]

## Publications
- « Liste des plantes rares ou intéressantes, phanérogames, cryptogames vasculaires et characées, des environs de Montfort-l'Amaury et de la forêt de Rambouillet, Seine-et-Oise », Bulletin de la Société botanique de France,‎ 1898[17].
- « Liste de quelques mousses et hépatiques des environs de Montfort-l'Amaury et de la forêt de Rambouillet (Seine-et-Oise) », Bulletin de l'Association française de botanique,‎ 1900.
- « À propos de l'"Eleocharis ovata" », Comptes rendus du Congrès des sociétés savantes en 1900,‎ 1901.
- Conseils aux amateurs pour faire une collection de papillons, vol. 16 (illustré de 27 figures), 1904[18].
- Marguerite Belèze, « La Morelle noire : étude de botanique pratique », Comptes-rendus du Congrès des sociétés savantes de Paris et des départements,‎ 1906 (lire en ligne).
- Marguerite Belèze, « Un bouquet de Ronces Montfortoises et Rambolitaines. », Compte rendu du Congrès des Sociétés savantes de Paris et des départements.,‎ 1907 (lire en ligne).
- Marguerite Belèze, « Rubus observés en 1907 dans la Forêt de Rambouillet (Seine-et-Oise), et aux environs de Montfort-l'Amaury (Seine-et-Oise). », Association française pour l'avancement des sciences. 38. Comptes-rendus de la 38e session. Lille 1909.,‎ 1909 (lire en ligne).
- Marguerite Belèze, « Rubus observés, en 1908-1910, aux environs de Montfort-l'Amaury et dans la Forêt de Rambouillet (Seine-et-Oise). », Association française pour l'avancement des sciences. 40. Comptes-rendus de la 40e session. Dijon 1911.,‎ 1911 (lire en ligne).